# 최철웅
최철웅(?~)은 대한민국의 남자 가수이자 여행스케치 멤버이다.

## 경력
- 여행스케치 (멤버)